# Antonio Wannek
Antonio Wannek (ur. 27 czerwca 1979 w Kreuzbergu, dzielnicy Berlina) – niemiecki aktor oraz reżyser telewizyjny i filmowy.

## Życiorys
Urodził się i dorastał w Kreuzbergu, dzielnicy Berlina. W wieku 11 lat głównej roli Klausa w serialu ZDF Viel Rummel um den Skooter (1991). Rok później pojawiał się w dramacie telewizyjnym Kinderspiele (1992).
Za rolę Marka w film telewizyjnym Kołatanie (Herzrasen, 2000) otrzymał nagrodę Günter-Strack-Fernsehpreis. Przełomem była rola Malte Gosrau w dramacie Dominika Grafa Mapa serca (Der Felsen ist, 2002), za którą był nominowany do nagrody Deutschen Filmpreis.
W 2004 roku wystąpił na scenie Metropol-Theater w spektaklu Irvine'a Welsha Trainspotting.

## Filmografia

### Filmy fabularne
- 2001: Tylko Marta (Bella Martha) jako Carlos
- 2001: Jak ogień i płomienie (Wie Feuer und Flamme) jako kapitan
- 2001: Jeniec: Tak daleko jak nogi poniosą (So weit die Füße tragen) jako Mattern
- 2002: Mapa serca (Der Felsen) jako Malte Gosrau
- 2011: Carl & Bertha jako Josef
- 2012: Wieża (Der Turm, TV) jako Stefan Kretzschmar
- 2014: Die Kunst des Verlierens (film krótkometrażowy) jako Michael Bender
- 2015: Treppe aufwärts jako Linus

### Seriale TV
- 1998: Hallo, Onkel Doc! jako Jan
- 1999: Tatort: Licht und Schatten jako Rüdiger Muster
- 2001: Telefon 110 (Polizeiruf 110: Angst) jako Paul
- 2001: Balko – odc. Rosenkrieg jako Martin Ziesche
- 2002: Telefon 110 (Polizeiruf 110: Angst) jako Martin Claussen
- 2002: Telefon 110 (Polizeiruf 110: Vom Himmel gefallen) jako Lenny Schneider / Jonas Clausen
- 2005: Kobra – oddział specjalny (Alarm für Cobra 11: Brennpunkt Autobahn) jako Marko Heinrich
- 2006: SOKO Leipzig jako Sandro Buchholz
- 2010: Tatort: Am Ende des Tages jako Rudolf „Rudi“ Fromm, młody
- 2012: SOKO Leipzig jako Maik Leber
- 2012: Tatort: Todesschütze jako Marcel Degner
- 2013: Ostatni gliniarz (Der letzte Bulle: Spielchen spielen) jako Horst Wollny
- 2013: Nasze matki, nasi ojcowie jako Koch
- 2013: Telefon 110 (Polizeiruf 110: Der verlorene Sohn) jako Alexander Behrend
- 2013: Tatort: Happy Birthday, Sarah jako Ronald Prager
- 2015: Kobra – oddział specjalny (Alarm für Cobra 11: Das letzte Rennen) jako Ingo Danner
- 2016: SOKO Leipzig jako Justin Henkel
- 2017: Kobra – oddział specjalny (Alarm für Cobra 11: Eltern undercover) jako Daniil Thielow